# Oriolus albiloris
Oriolus albiloris е вид птица от семейство Oriolidae.

## Разпространение
Видът е разпространен във Филипините.